# Valverde (Alicante)
Valverde (en valenciano La Vallverda) es una pedanía del municipio de Elche, en la provincia de Alicante, España. Se divide en Valverde Alto y Valverde Bajo. De acuerdo con el censo de 2009, cuenta con 1.746 habitantes.
Valverde destaca por su carácter rural y por su agricultura de tipo mediterráneo, en especial por el cultivo de almendros y granados. A lo largo de la última década Valverde ha crecido tanto en población como en superficie urbanizada. Recientemente se ha construido centro social, que incluye las oficinas del OMAC, y está prevista la construcción de un nuevo polideportivo.

## Fiestas patronales
Las Fiestas Patronales de Valverde se celebran en honor a su patrona Santa Ana, las semanas anteriores al 26 de julio, día en el que culminan con la procesión que recorre las calles más céntricas.
Dentro de las fiestas patronales cabe destacar dos días en especial. La charanga en la que todo el pueblo se echa a la calle con sus disfraces a pasar una agradable y divertida tarde. Y la noche de las actuaciones en la que de igual modo todo vecino de la localidad con algo de arte y mucha valentía se sube al escenario, situado en la replaza de la Ermita, para llevar a cabo su actuación. 
La comisión de fiestas desde 2006 celebra cada año una romería que se desarrolla desde la Ermita de Santa Ana hasta la antigua "Ermita vella" situada en la carretera de Balsares.
Aparte de estos actos también cabe hacer mención a otros actos como la ofrenda, las competiciones deportivas, o "la nit del cabaset", noche en la que vecinos de la partida se reúnen para cenar en la plaza del pueblo.
En 2007, se creó la asociación juvenil Xino-xano, la cual desarrolla distintas actividades para la participación de los habitantes de la pedanía. Además de esta asociación cabe destacar también la Asociación de Vecinos o la de Amas de casa.
También existen otras asociaciones como Tabasal, Paset a Paset, AAVV la vallverda unida y La Mangrana entre muchas otras.

## Población
| Año  | Población |
| ---- | --------- |
| 2021 | 1.853     |
| 2020 | 1.819     |
| 2015 | 1.706     |
| 2010 | 1.773     |
| 2005 | 1.521     |
| 2000 | 1.302     |